# Skaupy-Preis
Der Skaupy-Preis ist nach dem Wiener Physiker Franz Skaupy (1882–1969) benannt, der in den 1920er Jahren grundlegenden Forschungsarbeiten in der Pulvermetallurgie insbesondere im Bereich des Hartmetall und über die Verwendung des  Metalls Wolfram geleistet hat. Der Preis wird seit 1982, dem 100. Geburtstag von Franz Skaupy, in der Regel jährlich vom Gemeinschaftsausschuss Pulvermetallurgie an Personen verliehen, die sich mit herausragenden Leistungen auf dem Gebiet der Pulvermetallurgie verdient gemacht haben. Der Preisträger hält jeweils den Eröffnungsvortrag (Skaupy-Vortrag) beim jährlichen Hagener Symposium, welches vom Fachverband Pulvermetallurgie ausgerichtet wird.

## Gemeinschaftsausschuss Pulvermetallurgie
Der Gemeinschaftsausschusses für Pulvermetallurgie ist ein technisch-wissenschaftliches Gremium, das von dem Fachverband Pulvermetallurgie (FPM) als geschäftsführende Trägergesellschaft, dem Verein Deutscher Ingenieure – Gesellschaft Materials Engineering (VDI-GME), dem Stahlinstitut VDEh (früher: Verein Deutscher Eisenhüttenleute VDEh), der Deutschen Gesellschaft für Materialkunde (DGM) und der Deutschen Keramischen Gesellschaft (DKG) getragen wird.

## Skaupy-Preisträger
| Preisträger                                      | Titel des Skaupy-Vortrages                                                                                                 | Jahr |
| ------------------------------------------------ | --- | ---- |
| Otto Rüdiger                                     | Das Bindemetall – ein Problem der Hartmetall-Forschung                                                                     | 1982 |
| Hermann Silbereisen                              | Zur Geschichte der Sinterstahlfertigung In Deutschland                                                                     | 1983 |
| Horst Schreiner                                  | Pulvermetallurgie von Werkstoffen der Elektrotechnik                                                                       | 1984 |
| Gerhard Bockstiegel                              | Bisherige Entwicklung und gegenwärtiger Stand der Sinterschmiedetechnik                                                    | 1985 |
| Werner Schatt                                    | Neue Vorstellungen zur Interpretation des Sintervorgangs                                                                   | 1986 |
| Fritz Thümmler                                   | Beiträge zur Entwicklung legierter, hochfester Sinterstähle                                                                | 1987 |
| Friedrich Esper                                  | Flüssigphasensintern und Korngrenzenphasen bei Sinterstählen und Keramik                                                   | 1988 |
| Günter Petzow                                    | Metallkeramik – von SKAUPY bis heute                                                                                       | 1989 |
| Hans Hausner                                     | Benetzung keramischer Werkstoffe durch Metallschmelzen                                                                     | 1990 |
| Winfried Josef Huppmann                          | Wettbewerbschancen der Pulvermetallurgie                                                                                   | 1991 |
| Dieter Pohl (Werkstoffwissenschaftler)           | Untersuchungen über die Scherfestigkeit gebräuchlicher Sinterstähle                                                        | 1992 |
| Sintermetallwerk Krebsöge / Vortrag: F. Thümmler | Praxis, Forschung und Lehre im Sintermetallwerk Krebsöge                                                                   | 1993 |
| Wolfgang A. Kaysser                              | Phönix oder Ikarus? Pulvertechnologie auf neuen Wegen                                                                      | 1996 |
| Fritz Aldinger                                   | Vom Molekül zur Keramik | 1997 |
| Volker Arnhold                                   | Innovation und Technologietransfer in der pulvermetallurgischen Industrie – von der Idee zum Produkt                       | 1998 |
| Waldemar Hermel                                  | Innovationspotential (Hochleistungs)-Keramik                                                                               | 2000 |
| Hans-Dieter Kunze                                | Chancen und Trends in der modernen Pulvermetallurgie                                                                       | 2001 |
| Hans Peter Koch                                  | Wirtschaftliche Werkstoff- und Verfahrenskonzepte für beanspruchte PM-Bauteile                                             | 2002 |
| Paul Beiss                                       | Mechanische Eigenschaften von Sinterstählen                                                                                | 2003 |
| Hans-Claus Neubing                               | Sinteraluminium – Der konsequente Weg vom Pulverprodukt zum Leichtbauteil                                                  | 2004 |
| Cetin Morris Sonsino                             | Zukunftsperspektiven für die Pulvermetallurgie durch die Betriebsfestigkeit                                                | 2005 |
| Herbert Danninger                                | Moderne Legierungssysteme für PM-Formteile – Konsequenzen für das Sintern                                                  | 2006 |
| Hermann Riedel                                   | Simulation der Herstellungsprozesse der Hartstoffe                                                                         | 2008 |
| Frank Petzold                                    | MIM – eine zuverlässige Fertigungstechnologie mit vielfältigen Möglichkeiten                                               | 2009 |
| Bernd Kieback                                    | Pulvermetallurgische Wege zu nano-strukturierten Werkstoffen                                                               | 2010 |
| Gerhard Gille                                    | Die Pulvermetallurgie der Refraktärmetalle – eine Schlüsseltechnologie für Hartmetalle, Cermets und elektronische Bauteile | 2011 |
| Lorenz S. Sigl                                   | Pulvertechnologie: eine Quelle für innovative Energietechnik                                                               | 2012 |
| Josef Seyrkammer                                 | Erfolgsweg der Pulvermetallurgie                                                                                           | 2013 |
| Detlev Stöver                                    | Pulvermetallurgie – wegbereitend für strukturelle und funktionelle Komponenten fortschrittlicher Technologien              | 2014 |
| Wolf-Dieter Schubert                             | Ultrafeinstkornhartmetalle – Vom Pulver zum Werkzeug                                                                       | 2015 |
| Hans Kolaska                                     | — | 2017 |
| Thomas Weißgärber                                | Pulvermetallurgische Herstellung von Verbundwerkstoffen mit funktionellen Eigenschaften                                    | 2018 |
| Dirk Biermann                                    | Pulvermetallurgie der Hartmetalle – Schlüsseltechnologie für die spanende Fertigung und ihre Anwendungsgebiete             | 2019 |
| Christoph Broeckmann                             | Der digitale Zwilling in der Pulvermetallurgie – Wie können numerische Simulationen unsere Prozesskette abbilden?          | 2021 |
| Uwe Schleinkofer                                 | Hartmetall und Beschichtung – von der Wissenschaft zur industriellen Zukunftsgestaltung                                    | 2022 |
| Werner Theisen                                   | Additive Fertigung nichtrostender, stickstofflegierter Stähle                                                              | 2023 |
| Martin Bram                                      | Anwendungen der Pulvermetallurgie für die Elektrolyse                                                                      | 2024 |